# Pierre Beylau
Pierre Beylau, né le 19 septembre 1947 à Neuilly-sur-Seine et mort le 10 mai 2018 en Éthiopie,, est un journaliste français.
Conseiller de la direction de l'hebdomadaire Le Point après avoir été, de 1995 à 2012, rédacteur en chef du service international de cet hebdomadaire, il est spécialiste de politique étrangère. 

## Biographie
Pierre Beylau est licencié en histoire et en géographie. Durant Mai 68, il est membre de la Fédération nationale des étudiants de France.
Journaliste spécialisé dans le secteur de la politique étrangère et de la diplomatie, Pierre Beylau a commencé sa carrière au Réveil de Djibouti dont il a été le directeur. Exerçant également les fonctions de directeur des services de l'information, il a pris une part active dans le processus d'indépendance du Territoire français des Afars et des Issas (TFAI), devenu, le 27 juin 1977, République de Djibouti. Il a ensuite rejoint l'agence Reuters à Londres puis le Quotidien de Paris (Groupe Quotidien) de Philippe Tesson comme chef adjoint puis chef du service étranger. 
Il est entré au magazine Le Point en 1986 comme grand reporter chargé du Proche-Orient. Il a notamment couvert les guerres du Liban, le conflit Irak-Iran et, depuis Bagdad, la première guerre d'Irak consécutive à l'invasion du Koweït. Il est nommé rédacteur en chef chargé du service « Monde » en 1995. Il est, à partir de janvier 2013, conseiller de la direction de l'hebdomadaire.
Il cofonde l'Association française des journalistes spécialisés sur le Maghreb et le Moyen-Orient en 1989, et est membre de l'Association de la presse diplomatique dont il a été le président de 1998 à 2001 (après Dominique Bromberger et avant Joseph Limagne).
Il est élu le 1er septembre 2014 président de l'Association sablaise pour la promotion de la culture (ASPC) qui chaque année organise aux Sables d'Olonne le festival Simenon. Il succède au fondateur du festival, Didier Gallot, devenu en avril 2014 maire des Sables d'Olonne. Pierre Beylau est aussi membre du Cercle vendéen et du Cercle Jefferson. Pierre Beylau a été membre de la Commission française pour l'Unesco de 2002 à 2008.
Pierre Beylau est en outre membre de la section française du Conseil franco-britannique.
Marié depuis 1978 à Catherine Le Clerc-Deshayes, urbaniste, directrice du développement de la SEMAPA. Ils ont quatre enfants.